# Кнутово (Вологодская область)
Кнутово — местечко в Кирилловском районе Вологодской области.
Входит в состав Липовского сельского поселения, с точки зрения административно-территориального деления — в Липовский сельсовет.
Расстояние до районного центра Кириллова по автодороге — 13 км, до центра муниципального образования Вогнемы по прямой — 10 км. Ближайшие населённые пункты — Пеньково, Великий Двор, Жохово.
По переписи 2002 года население — 4 человека.